# Santa Maria dos Olivais (Lisbonne)
Pour les articles homonymes, voir Santa Maria dos Olivais.
Santa Maria dos Olivais est une freguesia de Lisbonne.